# Call Me the Breeze
„Call Me the Breeze“ je píseň amerického hudebníka JJ Calea. Poprvé vyšla v roce 1972 na jeho debutovém albu nazvaném Naturally. Píseň obsahuje kytaru ve stylu dvanáctkového blues a na tuto dobu netypické užití bicího automatu. Skupina Lynyrd Skynyrd vydala vlastní verzi písně na svém druhém albu Second Helping v roce 1974. Později vlastní verze písně nahráli další interpreti, mezi něž patří například Johnny Cash, John Mayer a Bobby Bare. Anglický hudebník Eric Clapton hrál píseň za Caleova doprovodu na festivalu Crossroads Guitar Festival v roce 2004. Clapton nahrál svou verzi písně v roce 2014 na album The Breeze: An Appreciation of JJ Cale, které podle ní rovněž dostalo svůj název.